# Belmont (Wisconsin)
Belmont es una villa ubicada en el condado de Lafayette en el estado estadounidense de Wisconsin. En el Censo de 2010 tenía una población de 986 habitantes y una densidad poblacional de 434,59 personas por km².

## Geografía
Belmont se encuentra ubicada en las coordenadas 42°44′17″N 90°20′5″O / 42.73806, -90.33472. Según la Oficina del Censo de los Estados Unidos, Belmont tiene una superficie total de 2.27 km², de la cual 2.27 km² corresponden a tierra firme y (0%) 0 km² es agua.

## Demografía
Según el censo de 2010, había 986 personas residiendo en Belmont. La densidad de población era de 434,59 hab./km². De los 986 habitantes, Belmont estaba compuesto por el 98.78% blancos, el 0.2% eran afroamericanos, el 0% eran amerindios, el 0.2% eran asiáticos, el 0% eran isleños del Pacífico, el 0.1% eran de otras razas y el 0.71% pertenecían a dos o más razas. Del total de la población el 0.71% eran hispanos o latinos de cualquier raza.